# Риз, Густав
Густав Риз (англ. Gustav Reese; 29 ноября 1899, Нью-Йорк — 7 сентября 1977, Беркли) — американский музыковед и общественный деятель.

## Очерк биографии и творчества
Получил два высших образования: окончил Нью-Йоркский университет сначала как юрист (в 1921), затем как музыковед (в 1930). Всю жизнь (до 1974) преподавал в своей alma mater, в 1973 удостоился там почётного титула Professor emeritus. Преподавал как приглашённый профессор во многих вузах США (в том числе в Гарвардском университете, Университете Дьюка, Джульярдской школе музыки) и за рубежом (Оксфордский университет).
Один из основателей Американского музыковедческого общества, Риз служил в нём первым секретарём (1934—1946), вице-президентом (1946) и президентом (1951—1952). Также занимал ответственные посты в Международном музыковедческом обществе (IMS), в американском Renaissance Society of America и в английском Plainsong and Medieval Music Society. В 1940—1945 годах возглавлял отдел публикаций крупного музыкального издательства Schirmer, в 1944—1945 годах — главный редактор журнала The Musical Quarterly.
Наиболее известен как автор масштабной (более 1000 страниц) монографии «Музыка в эпоху Ренессанса» (Music in the Renaissance). Несмотря на давнюю дату публикации (1954; 2-е исправленное издание — 1959), эта книга и в XXI веке сохраняет актуальность благодаря цельности авторского взгляда на всю эпоху, а также скрупулёзному авторскому документированию фактов и мнений в многочисленных комментариях.
Риз также — автор ценных научных статей в преимущественно американских научных журналах, а также — энциклопедических статей в 5-м (1954) и 6-м (1980) изданиях Музыкального словаря Гроува.

## Труды (выборка)
- The first printed collection of part-music: The Odhecaton // The Musical Quarterly 20 (1934), pp. 39—76.
- Music in the Middle Ages: with an introduction on the Music of ancient times. Lanham: W. W. Norton & Company, 1940. ISBN 978-0-393-09750-4.
- The origins of the English In nomine // Journal of the American Musicological Society 2 (1949), pp. 7—22.
- Music in the Renaissance. New York: W. W. Norton & Company, 1954; revised ed. ibidem, 1959. XVIII, 1022 p. ISBN 978-0-393-09530-2.
- The polyphonic Magnificat of the Renaissance as a design in tonal centers // Journal of the American Musicological Society 13 (1960), pp. 68—78.
- Musical compositions in Renaissance intarsia // Medieval and Renaissance Studies II: Proceedings of the Southeastern Institute of Medieval and Renaissance Studies. Duke University Press, 1968, pp. 74—97.
- Fourscore classics of music literature: A guide to selected original sources on theory and other writings on music not available in English. New York: Da Capo Press, 1970.
- (соредактор S. Ledbetter) A Compendium of musical practice: Musice active Micrologus by Andreas Ornithoparchus. New York, 1973.